# Журналистическа етика и стандарти
Журналистическата етика и стандарти обхваща етичните принципи и добри практики в професионалната журналистика, и приложим от журналистите „етичен кодекс“, журналистически канон или също като „кодекс на честта“ . Засягат достоверността на информацията, нейната точност и обективност.

## История
Международните и регионалните журналистически организации, включващи над 400 хиляди журналисти от различни страни, на форум под егидата на ЮНЕСКО през 1978 г. решават да формулират основните насоки и принципи на/при журналистическата дейност. В периода 1978-1983 г. на няколко последователни консултативни срещи с участието на Международната организация на журналистите (JOI-МОЖ), Международната федерация на журналистите (IFJ-МФЖ), Международния католически съюз на пресата (UCIP), Латиноамериканската федерация на журналистите (FELAP), Латиноамериканската федерация на работещите в пресата (FELATRAP), Федерацията на арабските журналисти (FAJ), Съюза на африканските журналисти (UAJ), Конфедерацията на журналистите от АСЕАН (CAJ) на заключителна среща в Париж през ноември 1983 г. приемат манифест, включващ „Международна декларация за принципите на поведение на журналистите“ и „Международни принципи за професионална етика на журналиста“.

## Общи елементи
- Акуратност и стандарти за фактологично предаване на новините
- Представяне и стил (това са стандарти на качество на стила на съдържанието)

## Журналистически стандарти за професионална етика
Професионални журналистически принципи:
1. Право на гражданите на достоверна информация;
2. Обективно отразяване на събитията като дълг на журналиста;
3. Социална отговорност на журналиста;
4. Професионална почтеност на журналиста;
5. Публична достъпност до информацията и участие в СМО;
6. Зачитане неприкосновеността на личния живот и достойнство;
7. Зачитане на обществения интерес;
8. Зачитане на общочовешките ценности и културното многообразие;
9. Борба срещу войната и другите бедствия, застрашаващи човечеството;
10. Развитие на нова информационна и комуникационна среда/ред.